# Paraepermenia santaliella
Paraepermenia santaliella is een vlinder uit de familie van de borstelmotten (Epermeniidae). De wetenschappelijke naam van de soort is voor het eerst geldig gepubliceerd in 1968 door Gaedike.